# 김익태
김익태(1956년 3월 15일 ~ )는 대한민국의 성우 겸 배우이다. 1981년 CBS에 입사하여 활동하다가, 1983년 KBS 18기 공채성우로 재입사했다. 한국방송 성우극회 소속이다.

## 주요 출연작품

### 애니메이션
- 《갓슈벨》 (챔프) - 브라고
- 《개와 나의 10가지 약속》 (투니버스) - 원장
- 《기어파이터 샤이닝》 (투니버스) - 박사
- 《꾸러기 로보컴》 (KBS)
- 《달타냥의 모험》 (KBS) - 루이 13세
- 《들장미 소녀 린》 (SBS)
- 《명탐정 코난》 (투니버스) - 김대원
- 《몬스터》 (투니버스) - Dr. 보이어
- 《미라》 (KBS) - 콜린
- 《바다의 전설 장보고》 (KBS) - 피사로(18화)
- 《바비의 공주와 거지》 (투니버스) - 프레민저
- 《배트맨과 프리즈 박사》 (SBS) - 그레고리 벨슨 박사
- 《사무라이 참프루》 (투니버스) - 리키에
- 《사자왕 가오가이거》 (KBS) - 레오 박사
- 《소년기자 틴틴》 (어린이TV)
- 《소년탐정 김전일》 (투니버스) - 장 형사
- 《스쿠비 두와 늑대인간》 (카툰네트워크) - 드라큘라
- 《스타 워즈: 클론 전쟁》 (카툰네트워크)
- 《스타체이서》 (KBS)
- 《스페이스 힙합 덕》 (KBS) - 스피드버기
- 《신령사냥》 (애니박스) - 사루다
- 《신밧드의 모험》 (KBS) - 무크
- 《아장닷컴》 (KBS) - 루퐁
- 《요리왕 비룡》 (KBS)
- 《요술공주 밍키》 (SBS)
- 《우주전함 타이거》 (KBS)
- 《원피스》 (KBS, 투니버스) - 닥터 히루루크
- 《울트라맨 다이너》 (어린이TV)
- 《인형공주 리카》 (KBS) - 크로우 백작 / 피에르(리카의 할아버지) / 프란츠
- 《트라이 킹덤》 (KBS) - 큰새
- 《헤라클레스》 (KBS) - 페닉

### 애니메이션 영화
- 《레이디와 트램프》 - 죠
- 《토이 스토리 2》 - 위즐
- 《헤라클레스》
- 《벅스 라이프》
- 《로봇》
- 《카우보이 비밥》 - 라시드
- 《원피스 극장판》 (투니버스) - Dr. 히루루크
- 《메리다와 마법의 숲》 - 매킨토시 경

### 전담 성우
- 스티브 부세미
  - 《아마겟돈》 (KBS) - 돌개
  - 《콘 에어》 (KBS) - 그린
  - 《데스페라도》 (KBS) - 부세미
  - 《허드서커 대리인》 (KBS) - 바텐더 / 우편실 직원 / 신문사 직원 / 이사회 인원
  - 《몬스터 주식회사/몬스터 대학교》 - 랜디 보그스

### 영화
- 《더 록》 (KBS) - 헨드릭스 (존 C. 맥긴리)
- 《레인 피플》 (KBS) - 알프레드(톰 알드릿지)
- 《백 투 더 퓨처》 (KBS) - 스트릭랜드 (제임스 톨칸)
  - 《백 투 더 퓨처 2》 (KBS) - 스트릭랜드 (제임스 톨칸)
- 《슈퍼맨 3》 (KBS) - 심슨(로버트 헨더슨) / 경찰(쉐인 리머)
- 《인간 로케티어》 (KBS) - FBI 요원(에드 로터) / 피바디의 친구(돈 퍼그슬리)
- 《영웅 알베르》 (KBS)
- 《해바라기》 (KBS) - 유씨
- 《영웅본색 3》 (SBS) - 경영진(하자만)
- 《로미오와 줄리엣》 (KBS) - 티볼트
- 《의뢰인》 (SBS) - 배리 (앤서니 라팔리스)
- 《대부》 (KBS) - 프레데리코 (존 커제일)
  - 《대부 2》 (KBS, SBS) - 프레데리코 콜레오네 (존 커제일)
  - 《대부 3》 (KBS, SBS) - 앤드류(존 새비지) / 토미사노(비토리오 두세)
- 《쉘 위 댄스》 (KBS) - 하토리 (토쿠이 유)
- 《왕의 춤》 (KBS) - 마자랭
- 《무간도》 (KBS) - 정 반장(오정엽) / 엽교장(허금봉)
- 《미션임파서블》 (SBS)
- 《웰컴 미스터 맥도날드》 (KBS) - 후루카와 (우메노 타이세이)
- 《솔드 아웃》 (SBS)
- 《바로워스》 (KBS)
- 《쇼생크 탈출》 (KBS) - 검사(제프리 더먼) / 남자(조지 맥크리디) / 간수(디온 앤더슨)
- 《어 퓨 굿 맨》 (KBS) - 장교(데이빗 보우)
- 《길로틴 트래지디》 (KBS) - 안경 쓴 남자
- 《장미의 이름》 (SBS)
- 《칠판》 (KBS) - 사이드
- 《마이티 조 영》 (KBS) - 해리(데이빗 페이머)
- 《아름다운 시절》 (KBS) - 리카드(헤닝 디틀레우)
- 《미스터 디즈》 (KBS)
- 《유산상속 벼락부자》 (SBS)
- 《슬립워커》 (KBS) - 레빈
- 《신용문객잔》 (KBS) - 양우헌
- 《사막의 보석》 (KBS) - 왕참견
- 《바라바》 (KBS) - 빌라도 총독
- 《엑스페리먼트》 (KBS) - 슈테(올리버 스토코브스키)
- 《죽은 시인의 사회》 (KBS) - 수학 교수(조지 마틴)
- 《맨발의 경영자》 (KBS) - 피디
- 《지 아이 제인》 (SBS)
- 《시스터 액트》 (KBS, SBS) - 윌리(리처드 포트노) / 바텐더(데이빗 파커)
- 《시스터 액트 2》 (KBS)
- 《존 큐》 (KBS) - 레스터 (에디 그리핀)
- 《언브레이커블》 (KBS) - 의사(마이클 켈리) / 인질(안소니 로튼) / 해설
- 《자칼》 (KBS) - 가츠
- 《콜래트럴 데미지》 (SBS) - 핍스(미겔 샌도벌)
- 《흑협2》 (KBS)
- 《미이라》 (KBS) - 베니 (케빈 J. 오코너)
- 《사랑의 스타디움》 (SBS)
- 《대단한 유혹》 (KBS) - 이장
- 《포스트 임팩트》 (KBS)
- 《잠망경을 올려라》 (KBS) - 마티
- 《메리 라일리》 (KBS) - 댄버스 의원 (키어런 하인즈)
- 《모스트 원티드》 (KBS)
- 《쉰들러 리스트》 (KBS) - 마르셀(마크 이바니어)
- 《에드 우드》 (KBS) - 빌(노먼 알든)
- 《말콤X》 (KBS)
- 《옥시즌》 (KBS)
- 《이노센트》 (KBS) - 영국 장교
- 《카사블랑카》 (KBS)
- 《취권》 (SBS) - 황기영 부하(석천)
- 《취권 2》 (SBS) - 아찬(황일화)
- 《브레이브 하트》 (KBS) - 머론에게 추근대던 병사
- 《디어 헌터》 (KBS) - 스탠리 (존 커제일)
- 《돈벼락 맞은 사나이》 (KBS) - 바이브
- 《필라델피아》 (KBS) - 앤드루 형
- 《댓 싱 유 두》 (KBS) - 사회자
- 《성룡의 나이스 가이》 (KBS)
- 《토파즈》 (KBS) - 그랜빌
- 《시티 홀》 (SBS)
- 《전선 위의 참새》(KBS)
- 《프로텍터》 (KBS) - 과장
- 《디스터번스》 (KBS)
- 《하나 그리고 둘》 (KBS) - NJ 친구 / 사장 외
- 《빨간 구두》 (KBS)
- 《대통령의 연인》 (KBS)
- 《쿵푸 허슬》 (KBS) - 주인 (원하)
- 《워터 보이즈》 (KBS) - 돌고래 조련사 (다케나카 나오토)
- 《무림지존》 (KBS)
- 《좋은 친구들》 (KBS)
- 《블루 스틸》 (SBS) - 스탠리 호이트 (케빈 던)
- 《니키타》 (SBS)
- 《거북이는 의외로 빨리 헤엄친다》 (KBS) - 두부 가게 아저씨 (무라마츠 토시후미)
- 《향수: 어느 살인자의 이야기》 (KBS) - 경찰청장 (토비 하퍼)
- 《해리가 샐리를 만났을 때》 (SBS) - 줄리안(프랑크 러즈) / 영화 속의 남자(험프리 보가트)
- 《리딕: 헬리온 최후의 빛》 (KBS) - 간수 (알렉산더 칼루긴)
- 《마이클 클레이튼》 (KBS) - 그리어 (데니스 오헤어)
- 《드러머》 (KBS) - 사부
- 《라스트 사무라이》 (SBS) - 그랜트(빌리 코널리)
- 《최가박당》 (KBS) - 멍텅구리 (석천)
- 《X파일: 미래와의 전쟁》 (KBS) - 랭리 (딘 해글런드) / 브론슈바이크 (제프리 더먼)
- 《카틴》 (KBS) - 교수(크지슈토프 글로비쉬)
- 《코쿤》 (SBS)
- 《굿바이》 (KBS) - 죽은 여자의 아빠(오오타니 료스케)
- 《프리잭》 (KBS) - 회사 직원(윌버 피츠제럴드)
- 《칵테일》 (KBS) - 대학 교수(잭 뉴먼)
- 《할리우드 박사》 (KBS)
- 《셰인》 (KBS)
- 《붉은 기관차》 (KBS)
- 《더티 해리》 (KBS)
- 《르 지탕》 (KBS) - 자끄 (모리스 베리어)
- 《써머스비》 (KBS)
- 《록키3》 (KBS)
- 《아이가 커졌어요》 (KBS)
- 《용행천하》 (KBS) - 사부 (원화)
- 《아마데우스》 (KBS) - 살리에르의 집사 (빈센트 스키아벨리) / 가발 상인(칼-하인즈 터버)
- 《부귀열차》 (SBS)
- 《빌리 베스게이트》 (KBS)
- 《라스베이가스 대부》 (KBS)
- 《압솔롬 탈출》 (KBS)
- 《용서받지 못한 자》 (KBS) - 스키니(앤서니 제임스)
- 《사이클 리스트》 (KBS)
- 《스캔들》 (KBS)
- 《지옥의 7인》 (KBS)
- 《태양의 저편》 (SBS) - 아버지 (호세 두몬)
- 《어비스》 (SBS)
- 《언더시즈》 (SBS) - 박사 (리처드 존스)
- 《언더시즈 2》 (KBS) - 마커스의 부하 (패트릭 킬패트릭)
- 《갈매기의 꿈》 (KBS) - 갈매기
- 《택시 운전사의 사랑》 (KBS) - 으어
- 《산딸기》 (KBS) - 스텐 알만 (군나르 쇼베르그)
- 《아나콘다》 (SBS) - 케일 (에릭 스톨츠)
- 《레인 피플》 (KBS) - 알프레드 (톰 알드릿지)
- 《에일리언4》 (KBS) - 브리스 (도미니크 삐농)
- 《타인의 취향》 (KBS)
- 《올리브 나무 사이로》 (SBS)
- 《컬러 퍼플》 (KBS)
- 《나의 사랑 나의 기사》 (KBS)
- 《인디아나 존스 3》 (KBS) - 카짐(케보크 말리키안) / 가스의 동료
- 《엘 시드》 (KBS) - 알-무타민(더글라스 윌머)
- 《검은 고양이 흰 고양이》 (KBS) - 맛코 (바이람 세베르잔)
- 《탈주자》 (KBS)
- 《7인의 독수리》 (KBS)
- 《10인의 영웅》 (KBS)
- 《최후의 탈출》 (SBS) - 소령 (케리히로유키 다가와)
- 《드리머》 (KBS) - 의장(프랭크 호이트 테일러)
- 《배트맨과 로빈》 (SBS) - 우드루 박사(존 글러버)
- 《아나스타샤》(KBS) - 세관원(조지 프라우다)
- 《미스테리 데이트》(SBS) - 제임스(BD 웡)
- 《화룡풍운》(KBS) - 절도사
- 《뉴욕 뉴욕》 (KBS)
- 《늑대와 춤을》 (KBS) - 티몬스(로버트 파스토렐리) / 스파이비(토니 피어스)
- 《첨밀밀》 (SBS) - 집주인(정우)
- 《골치 아픈 여자》 (SBS) - 브레이크(J. P. 범스테드)
- 《하이 눈》 (SBS) - 프랭크 밀러(이안 맥도날드) / 술집 주인(레리 J. 브레이크)
- 《펄프 픽션》 (KBS) - 펌킨(팀 로스) / 제드(피터 그린)
- 《여인의 초상》 (KBS) - 잭슨(토마스 E. 잭슨)
- 《용형마교》 (SBS) - 러시아 무사(황정리) / 스님(이해생)
- 《내 이름은 브루스 2》 (SBS) - 서장(제임스 멘덴홀) / 심리학자(팻 폴슨)
- 《빅 트러블》 (SBS) - 에디(도날드 리)
- 《도망자》 (SBS) -  프레드릭 사익스(안드레아스 카툴라스) / 롤린스 보안관(닉 시어시)
- 《위 워 솔저스》 (SBS) - 토니 (제이주 가르시아)

### 외화
- 《판관 포청천》 (KBS)
- 《스티븐 킹의 킹덤》 (KBS) - 오토 (줄리언 리칭스)
- 《닥터 후》 (KBS) - 시몬스 (나이젤 휘트미)
- 《칭기즈칸》 (KBS) - 토토
- 《니벨룽겐의 반지》 (KBS) - 당크바르트(딘 슬레이터)
- 《위기의 주부들》 (KBS) - 피터
- 《프라이미벌 - 원시의 습격》 (KBS) - 레스터 (벤 밀러)

## 성우 외 활동

### 연기 활동

#### 영화
- 《대물》
- 《복수는 나의 것》 - 노동자1
- 《여섯 개의 시선》 - 닥터 고
- 《활》 - 사내1
- 《친절한 금자씨》 - 원모 아버지
- 《오로라 공주》 - 택시기사 박달수
- 《아파트》 - 정신과 의사
- 《그놈 목소리》 - 경찰서장
- 《사랑할 때 이야기하는 것들》 - 약국 취객
- 《마지막 선물》 - 택시기사
- 《크로싱》 - 진료소 의사
- 《물 좀 주소》 - 조을상
- 《복면달호》
- 《고양이: 죽음을 보는 두 개의 눈》 - 소연아버지
- 《사이코메트리》 - 경찰서장
- 《해무》 - 수협 은행원
- 《럭키》 - 윤재성의 아버지
- 《불한당: 나쁜 놈들의 세상》 - 부산 경찰청장
- 《역모: 반란의 시대》 - 도승지

#### 드라마
- 2004년 : 《영웅시대》 (MBC) - 경기도 지사 역
- 2005년 : 《제5공화국》 - 황낙주 역
- 2006년 : 《봄의 왈츠》 (KBS2)
- 2007년 : 《왕과나》 (SBS) - 어유소 역
- 2007년 : 《그 여자가 무서워》 (SBS)
- 2008년 : 《하얀 거짓말》 (MBC)
- 2009년 : 《내조의 여왕》 (MBC) - 귀금속상 역
- 2009년 : 《시티홀》 (SBS)
- 2010년 : 《부자의 탄생》 (KBS) - 오천만 역
- 2010년 : 《성균관 스캔들》 (KBS) - 채제공 역
- 2010년 : 《웃어라 동해야》 (KBS) - 의사 역
- 2011년 : 《싸인》 (SBS)
- 2011년 : 《마이더스》(SBS) - 7회 현진우와 시비붙은 등산객 역
- 2011년 : 《49일》 (SBS) - 조 박사 역
- 2011년 : 《공주의 남자》 (KBS) - 조극관 역
- 2011년~2012년 : 《애정만만세》 (MBC) - 의사 역
- 2011년 : 《해피앤드 101가지 부부이야기 - 못 말리는 이혼전쟁》 (채널A) - 만호 역
- 2012년 : 《해를 품은 달》 (MBC) - 혜각도사 역
- 2012년 : 《무신》 (MBC) - 민희 역
- 2012년 : 《결혼의 꼼수》 (tvN) - 박 이사 역
- 2012년 : 《유령》 (SBS) - 부장검사 역
- 2012년 : 《다섯 손가락》 (SBS) - 황 교수 역
- 2012년 : 《마의》 (MBC) - 효종 때 조선 관리. 현종 때 춘추관 수찬관 역
- 2012년 : 《대풍수》 (SBS) - 명나라 요동 부사 역
- 2013년 《백년의 유산》 (MBC) - 박은설의 아버지 역 (29회 특별출연)
- 2013년 : 《금 나와라, 뚝딱!》 (MBC) - 손유나의 아버지 역
- 2014년 : 《너희들은 포위됐다》 (SBS) - 박태일의 아버지 역
- 2014년 : 《정도전》 (KBS) - 장자온 역
- 2014년 : 《엔젤 아이즈》 (SBS) - 율미도 주민 역
- 2014년 : 《소원을 말해봐》 (MBC)
- 2014년 : 《라이어 게임》 (tvN) - 현정범 역
- 2014년 : 《압구정 백야》 (MBC) - 도미솔의 아버지 도병만 역
- 2014년 : 《최고의 결혼》 (TV조선)
- 2014년 : 《펀치》 (SBS) - 대한그룹 명예회장 이원석 역
- 2014년 : 《전설의 마녀》 (MBC) - 거북제과 공장장 역
- 2015년 : 《하이드 지킬, 나》 (SBS)
- 2015년 : 《이혼변호사는 연애중》 (SBS) - 판사 역
- 2015년 : 《상류사회》 (SBS)
- 2015년 : 《이브의 사랑》 (MBC) - 천 회장 역
- 2015년 : 《어셈블리》 (KBS) - 위원장 역
- 2015년 : 《밤을 걷는 선비》 (MBC)
- 2015년 : 《화정》 (MBC)
- 2015년 : 《용팔이》 (SBS) - 한신그룹 이사 역
- 2015년 : 《여자를 울려》 (MBC)
- 2015년 : 《오 마이 비너스》 (KBS)
- 2016년 : 《리멤버 - 아들의 전쟁》 (SBS)
- 2016년 : 《육룡이 나르샤》 (SBS) - 의원 역
- 2016년 : 《동네의 영웅》 (OCN)
- 2016년 : 《아이가 다섯》 (KBS)
- 2016년 : 《가화만사성》 (MBC)
- 2016년 : 《피리부는 사나이》 (tvN) - 판사 역
- 2016년 : 《옥중화》 (MBC) - 성환옥 역
- 2016년 : 《W》 (MBC) - 의원 역
- 2016년 : 《우리 갑순이》 (SBS)
- 2016년 : 《구르미 그린 달빛》 (KBS2)
- 2016년 : 《THE K2》 (tvN)
- 2016년 : 《당신은 선물》 (SBS)
- 2017년 : 《보이스》 (OCN) - 부검의 역
- 2017년 : 《월계수 양복점 신사들》 (KBS)
- 2017년 : 《역적 : 백성을 훔친 도적》 (MBC) - 한치형 역
- 2017년 : 《아임 쏘리 강남구》 (SBS) - 전태규 역
- 2017년 : 《그녀는 거짓말을 너무 사랑해》 (tvN)
- 2017년 : 《맨투맨》 (JTBC)
- 2017년 : 《조작》 (SBS)
- 2017년 : 《도둑놈, 도둑님》 (MBC)
- 2017년 : 《20세기 소년소녀》 (MBC) - 장장수 역
- 2017년 : 《마녀의 법정》 (KBS) - 총장 역
- 2017년 : 《역류》 (MBC)
- 2017년 : 《나쁜 녀석들 : 악의 도시》 (OCN)
- 2018년 : 《대군 - 사랑을 그리다》 (TV조선) - 이조판서 도연수 역
- 2018년 : 《추리의 여왕 2》 (KBS2)
- 2018년 : 《라이프》 (JTBC) - 김병수 역
- 2018년 : 《숨바꼭질》 (MBC) - 황 사장 역
- 2018년 : 《보이스 2》 (OCN) - 성박사 역
- 2018년 : 《여우각시별》 (SBS) - 오대기의 할아버지 역
- 2018년 : 《톱스타 유백이》 (tvN) - 선장 역
- 2019년 : 《왕이 된 남자》 (tvN) - 어의 역
- 2019년 : 《보좌관》 (JTBC)
- 2019년 : 《보이스 3》 (OCN)
- 2019년 : 《보좌관 - 세상을 움직이는 사람들》 (JTBC) - 이상국 역
- 2019년 : 《평일 오후 세시의 연인》 (채널A) - 교장선생님 역 (특별출연)
- 2019년 : 《바람이 분다》 (JTBC) - 도훈의 주치의 역
- 2020년 : 《이태원 클라쓰》 (JTBC) - 황상호 역
- 2020년 : 《메모리스트》 (tvN) - 남영문 박사 역
- 2020년 : 《슬기로운 의사생활》 (tvN) - 최종원 역
- 2020년 : 《유별나! 문셰프》 (채널A) - 유병수 역
- 2020년 : 《모범형사》 (JTBC) - 오정수 역 (목소리출연)
- 2021년 : 《홍천기》 (SBS) - 강희 역
- 2021년 :《너의 밤이 되어줄게》 (SBS) - 홍석 역
- 2022년 : 《우리는 오늘부터》 (SBS) - 신부 역
- 2024년 : 《강력하진 않지만 매력적인 강력반》 (Disney+) - 건물주 역

#### 연극
- 《블랙코메디》 - 멜케트 대령